# Джон Ендрю Пікок
Джон Ендрю Пікок (англ. John Andrew Peacock, нар. 27 березня 1956, Шафтесбері, Велика Британія) — британський космолог. Професор космології в Единбурзькому університеті з 1998 року
Закінчив з відзнакою зі ступенем бакалавра природничих наук кембріджський Коледж Ісуса, де навчався в 1974-1977 роках. В 1977-1980 роках працював над докторською в Кавендіській лабораторії Кембриджа (одним з двох його наукових керівників був Malcolm Longair). В 1981 році вступив фелло-дослідником в Единбурзьку королівську обсерваторію, з 1983 року - на постійному контракті. Почесний фелло Единбурзького університету (1988), його почесний професор (1994), а з 1998 року професор космології, з 2000 року працює в університетському Інституті астрономії і очолював останній в 2007-2013 роках.

## Нагороди та визнання
- 2006:член Королівського товариства Единбурга[6]
- 2007:член Лондонського королівського товариства[7]
- 2014:Премія Шао